# Eejanaika
Eejanaika (ええじゃないか) est un parcours de montagnes russes en métal de type
quadridimensionnelles situé à Fuji-Q Highland, à Fujiyoshida au Japon.
L'attraction est le deuxième parcours de montagnes russes quadridimensionnelles au monde. Le premier étant X2 à Six Flags Magic Mountain.
L'attraction a été conçue par la compagnie S&S Arrow.
L'attraction est inscrite dans le livre Guinness des records comme l'attraction comptant le plus d'inversions (14 au total), mais certaines de celles-ci sont exécutées grâce aux rotations des sièges et non pas par le tracé du rail, ce qui explique que l'attraction n'apparaisse pas systématiquement dans les classements.
Ces montagnes russes détiennent deux records. Plus hautes montagnes russes quadridimensonielles au monde et plus hautes montagnes russes au monde à inclure des inversions.